# Catarina Costa
Pour les articles homonymes, voir Costa.
Catarina Martins de Mesquita Paiva Costa, née le 21 septembre 1996 à Coimbra, est une judokate portugaise.

## Biographie
Le 3 novembre 2023, elle s'incline en finale des Championnats d'Europe contre la Française Shirine Boukli dans ce qui constitue la même finale et le même résultat que l'année précédente.

## Palmarès international en judo

### Compétitions internationales
| Année | Compétition           | Lieu        | Résultat | Catégorie      |
| ----- | --------------------- | ----------- | -------- | -------------- |
| 2022  | Championnats d'Europe | Sofia       | 2e       | Moins de 48 kg |
| 2023  | Championnats d'Europe | Montpellier | 2e       | Moins de 48 kg |
| 2024  | Championnats d'Europe | Zagreb      | 3e       | Moins de 48 kg |